# Karl Urban
Karl Urban, född 7 juni 1972 i Wellington, Nya Zeeland, nyzeeländsk skådespelare.  Han medverkade i Sagan om de två tornen och Sagan om konungens återkomst, där han spelade Éomer. Innan hade han liten gästroll i Xena – Krigarprinsessan, där han spelade Julius Caesar. 
2009 tog han över efter DeForest Kelley i rollen som Dr. Leonard H. "Bones" McCoy i Star Trek XI. Filmen hade världspremiär den 8 maj 2009.

## Filmografi (urval)
- 1995–2001 – Xena – Krigarprinsessan (TV-serie)
- 2002 – Ghost Ship
- 2002 – Sagan om de två tornen
- 2003 – Sagan om konungens återkomst
- 2004 – Chronicles of Riddick
- 2004 – The Bourne Supremacy
- 2005 – Doom
- 2006 – Out of the Blue
- 2007 – Pathfinder
- 2009 – Star Trek XI
- 2010 – And Soon the Darkness
- 2010 – Red
- 2011 – Priest
- 2012 – Dredd
- 2013 – Star Trek Into Darkness
- 2013 – Riddick
- 2013 – Almost Human (TV-serie)
- 2014 – The Loft
- 2016 – Peter och draken Elliott (film, 2016)
- 2016 – Star Trek Beyond
- 2017 – Thor: Ragnarök
- 2025 – Mortal Kombat 2